# Station True
Station True is een voormalig spoorwegstation nabij True, Denemarken. Het station lag aan de spoorlijn Mariager - Viborg, die in 1927 door de Mariager-Faarup-Viborg Jernbane (MFVJ) was aangelegd.
Station True werd op 1 juli 1927 geopend. Het stationsgebouw is ontworpen door Carl Lundquist. Hoewel het station in het gehucht Svenstrup werd gebouwd, koos men er voor om het station de naam te geven van het nabijgelegen dorpje True. Hiermee wilde men voorkomen dat er verwarring ontstond met andere stations die de naam Svenstrup droegen.
Op 31 maart 1966 werd het reizigersvervoer tussen Fårup en Mariager beëindigd, waarmee station True werd opgeheven. Later werd het een stopplaats van de museumlijn Mariager-Handest Veteranjernbane tussen Mariager en Handest. Het stationsgebouw is bewaard gebleven en is in privébezit.